# Valea Largă-Sărulești, Buzău
Valea Largă-Sărulești este un sat în comuna Sărulești din județul Buzău, Muntenia, România. Se află în nordul județului.